# Kanton Tarbes-5
Kanton Tarbes-5 (francouzsky Canton de Tarbes-5) je francouzský kanton v departementu Hautes-Pyrénées v regionu Midi-Pyrénées. Tvoří ho pouze část města Tarbes.